# 1961 en mathématiques
| Années des mathématiques : 1958 - 1959 - 1960 - 1961 - 1962 - 1963 - 1964    |
| Décennies des mathématiques : 1930 - 1940 - 1950 - 1960 - 1970 - 1980 - 1990 |

Cet article présente les faits marquants de l'année 1961 en mathématiques.

## Évènements
- 1er novembre : l'astronome américain Frank Drake formule l'équation de Drake » une proposition mathématique permettant d'évaluer le nombre de civilisations extraterrestres au-delà du système solaire dont les émissions électromagnétiques sont détectables[1].

## Naissances

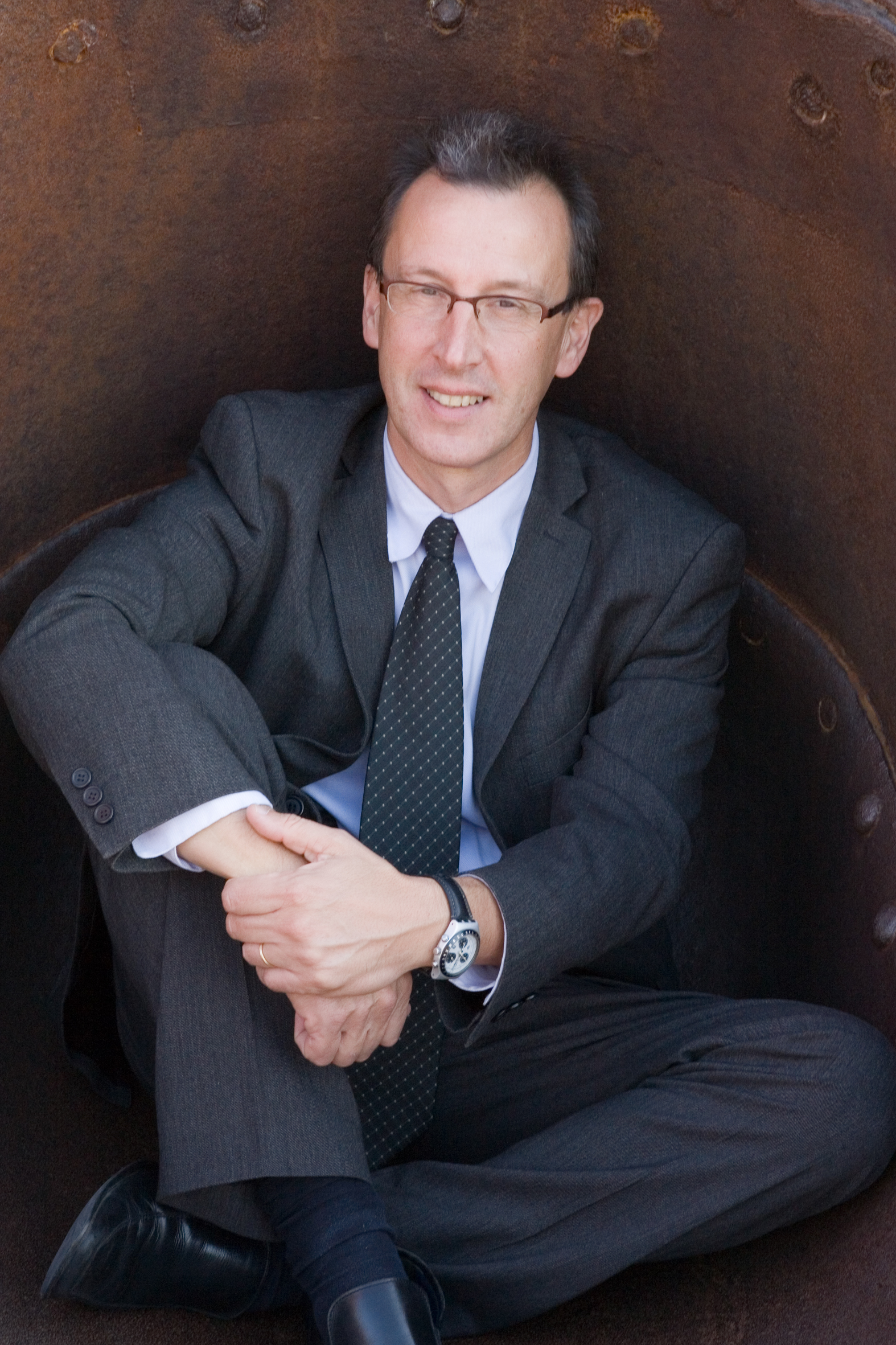
Enrique Zuazua

- 15 janvier : Ursula Hamenstädt, mathématicienne allemande.
- 30 janvier : Liu Gang, mathématicien chinois.
- 19 mars : Arthur T. Benjamin, mathématicien américain.
- 3 avril : Nadia Ghazzali, mathématicienne canadienne.
- 18 avril : Thierry Coquand, mathématicien français.
- 20 avril : Claude Viterbo, mathématicien français.
- 3 mai : Martin Schweizer, mathématicien suisse.
- 25 mai : Jean Bertoin, mathématicien français.
- 14 juin : Monique Teillaud, mathématicienne française.
- 8 juillet : Cem Yıldırım, mathématicien turc.
- 23 juillet : Patrick Gérard, mathématicien français.
- 27 juillet : Jean-Benoît Bost, mathématicien français.
- 21 août : Victor Batyrev, mathématicien russe.
- 26 août : Daniel Krob, mathématicien français.
- 9 septembre : Tomasz Mrowka, mathématicien américain.
- 28 septembre : Enrique Zuazua, mathématicien espagnol.
- 24 novembre : Alejandro Adem, mathématicien canadien d'origine américano-mexicaine.
- 10 décembre : Oded Schramm (mort en 2008), mathématicien israélien.
- 19 décembre : Ludmil Katzarkov, mathématicien bulgare.
- 22 décembre : Leila Schneps, mathématicienne américaine.
- 25 décembre : Nicholas Higham, mathématicien britannique.
- Emmanuel Giroux, mathématicien français.
- Raphaèle Herbin, mathématicienne française.
- Kai Behrend, mathématicien allemand.
- Nataša Jonoska, mathématicienne et informaticienne américaine d'origine macédonienne

## Décès
- 30 janvier : Arthur Milgram (né en 1912), mathématicien américain.
- 4 avril : Simion Stoilow (né en 1887), diplomate et mathématicien roumain.
- 15 juillet : Nina Bari (née le 19 novembre 1901), mathématicienne soviétique.
- 11 août : Ion Barbu (né en 1895), poète et mathématicien roumain.
- 26 août : Howard Percy Robertson (né en 1903), mathématicien et cosmologiste américain.
- 28 août : Beppo Levi (né en 1875), mathématicien italien.
- 28 septembre : 
  - Erich Kamke (né en 1890), mathématicien allemand.
  - Nikolai Saltykow (né en 1872), mathématicien et historien des sciences d'origine russe.
- 8 décembre : Francesco Severi (né en 1879), mathématicien italien.
- 20 décembre : Johan Frederik Steffensen (né en 1873), mathématicien danois.